# Shin Kwang-hoon
Shin Kwang-hoon (신광훈?, 申光勳?; Mungyeong, 18 marzo 1987) è un calciatore sudcoreano, difensore dei Pohang Steelers.

## Carriera

### Club
Ha giocato nella prima divisione sudcoreana.

### Nazionale
Ha preso parte ai Mondiali Under-20 del 2007 ed alle Olimpiadi di Pechino 2008. Tra il 2012 ed il 2013 ha giocato 5 partite in nazionale maggiore.

## Palmarès

### Club

#### Competizioni nazionali
- Campionato sudcoreano: 2

Pohang Steelers: 2007, 2013
- Coppa della Corea del Sud: 5

Pohang Steelers: 2008, 2012, 2013, 2023, 2024
- Korean League Cup:

Pohang Steelers: 2009

#### Competizioni internazionali
- AFC Champions League: 1

Pohang Steelers: 2009